# Marek Kosmulski
Marek Kosmulski (ur. w 1956) – profesor nauk chemicznych, nauczyciel akademicki, samodzielny pracownik nauki Wydziału Elektrotechniki i Informatyki Politechniki Lubelskiej. 

## Życiorys naukowy
Ukończył studia magisterskie z wyróżnieniem na Uniwersytecie Marii Curie-Skłodowskiej w Lublinie (1979 r., Instytut Chemii), tamże uzyskał stopień doktora w 1984 r. Stopień doktora habilitowanego uzyskał w 1994 r. na utworzonym 5 lat wcześniej Wydziale Chemii UMCS, na podstawie dysertacji pt. „Badanie podwójnej warstwy elektrycznej w układach tlenki - roztwory elektrolitów 1-1 w rozpuszczalnikach mieszanych”. W 2009 roku Prezydent RP nadał 
naukowcowi tytuł profesora nauk chemicznych. M.Kosmulski specjalizuje się w chemii fizycznej, chemii koloidów, elektrochemii i zastosowaniami informatyki. Napisał artykuł o wskaźniku bibliometrycznym i, zbliżonym do indeksu Hirscha.